# Gärtnerhaus im Schlosspark Belvedere bei Weimar

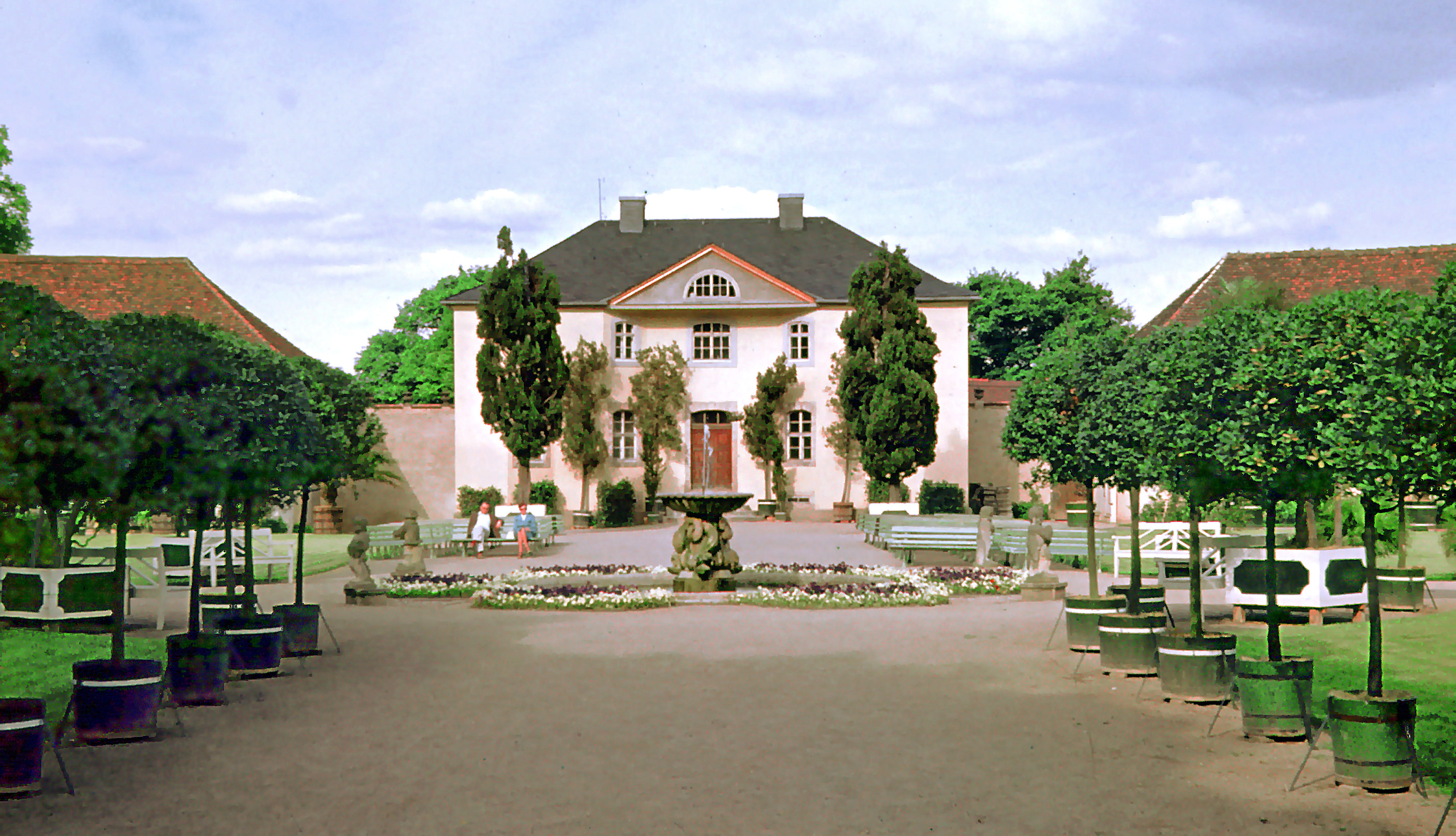
Gärtnerhaus in Belvedere

Das Gärtnerhaus im Schlosspark Belvedere bei Weimar war der Amtssitz des dortigen Hofgärtners und zugleich dessen Wohnhaus.

## Geschichte
Das Gebäude wurde um 1735 errichtet. Der Entwurf stammt von Johann Adolph Richter bzw. Gottfried Heinrich Krohne, der die Orangerie insgesamt entworfen hatte, in welche dieses integriert ist. Allzu zahlreich sind die Quellen zum Gärtnerhaus nicht, wie in einer die Orangerie von Belvedere betreffende Dissertation von Sibylle Hoiman vermerkt. Es gab wohl einen 1726 entstandenen Vorgängerbau, der jedoch abgebrannt war. Zu dem Gebäude gibt sie folgende Beschreibung: Bei dem Wohnhaus handelt es sich um eine schlichte Gartenarchitektur mit einer explizit als Hauptfassade gestalteten Front, die auf die Ost-West-Achse ausgerichtet ist. Ausgehend von dem schmalen Parterre bildete das Gärtnerwohnhaus den östlichen Abschluss dieser Achse und gewann aufgrund dieser Funktion wesentlich an Bedeutung. Der Dreiecksgiebel mit dem Thermenfenster ist eine Zutat des 19. Jahrhunderts.
Im Jahre 1739 wurde Johann Ernst Gentzsch auf Belvedere Hofgärtner, der dieses Amt bis 1777 innehatte, der von Johann Friedrich Reichert (1777–1796) gefolgt wurde, bevor mit Johann Conrad Sckell das Amt über mehrere Generationen in die Familie Sckell geriet. Ihm war der Erhalt der kostbaren Menageriebestände während der Bauarbeiten im Zusammenhang mit der Auflösung der Menagerie und Fasanerie zu verdanken.
Es finden hier Ausstellungen exotischer Pflanzen statt.
Es gibt auch ein Gärtnerhaus im heutigen Weimarhallenpark. Im Ilmpark war das 1799 entstandene Liszthaus auch Gärtnerhaus.